# Лесюк Юрій Петрович
Ю́рій Петро́вич Лесю́к (*Ковалівка (Коломийський район) — львівський художник, Заслужений художник України, завідувач відділу малярства Львівського державного коледжу декоративного та ужиткового мистецтва ім. І. Труша. Учасник понад 80 всеукраїнських і міжнародних виставок. Член НСХУ (1988).

## Життєпис
Народився Юрій Петрович Лесюк 1 травня 1947 року в селі Ковалівка, Коломийського району, Івано-Франківської області. Закінчив Одеське державне художнє училище ім. М. Б. Грекова (1968 р.) Київський державний художній інститут (1972 р.)
Проживає у Львові, працює у Львівському коледжі декоративного та ужиткового мистецтва ім. Ів. Труша. Завідує відділом живопису. Учасник понад дев'яносто республіканських, регіональних, а також міжнародних художніх виставок.
Юрій Лесюк учасник багатьох групових виставок, в тому числі і за кордоном, зокрема Польща, США. На рахунку автора 11 персональних виставок у музеях Києва, Львова, Коломиї, Івано-Франківська, Ріджайни (Канада), Саскатуну (Канада), Торонто (Канада), Нью-Йорк (США), Працює в ділянці станкового мистецтва.